# Sjijakovo
Sjijakovo (bulgariska: Шияково) är ett distrikt i Bulgarien.   Det ligger i kommunen Obsjtina Guljantsi och regionen Pleven, i den norra delen av landet, 150 km nordost om huvudstaden Sofia.
Trakten runt Sjijakovo består till största delen av jordbruksmark. Runt Sjijakovo är det ganska tätbefolkat, med 108 invånare per kvadratkilometer.